# I Love You Will U Marry Me

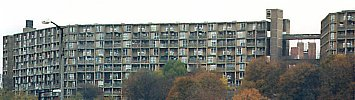
Vista distante da propriedade Park Hill em 2003, com a ponte "I Love You" no canto superior direito

“I Love You Will U Marry Me” foi uma mensagem adicionada como um grafite, em abril de 2001, em uma ponte alta de concreto no conjunto habitacional Park Hill em Sheffield, após a propriedade ser listada no Grau II em 1998, antes do início das reformas em 2006. O slogan foi removido devido a trabalhos de manutenção em 2021, mas reintegrado em 2022.

## História
As palavras foram escritas rapidamente com tinta branca, a 40 metros no ar, ao lado de uma ponte que cruza a Norwich Street de um bloco de apartamentos para outro no nível do 13.º andar da propriedade. A mensagem foi dirigida a Clare Middleton, namorada do jovem Jason Lowe, para que ele mostrasse a ela sua declaração de amor e pedido de casamento. Clare aceitou a proposta de Jason, mas os dois nunca se casaram, e Clare mais tarde se casou com outra pessoa; ela morreu de câncer em 2007, aos 30 anos. A mensagem branca permaneceu no lugar, visível por quilômetros da cidade.
O slogan foi adotado pela Urban Splash após a adjudicação do projeto de reabilitação da degradada propriedade de 2006, omitindo o nome do seu destinatário e (na altura) sem saber a sua proveniência. A história de fundo e o artista original só foram redescobertos após um documentário da BBC Radio 4 transmitido pela primeira vez em 2011.

## Impacto cultural
O slogan foi incluído em uma réplica da ponte exibida pelo arquiteto Jeremy Till no Pavilhão Britânico na Bienal de Arquitetura de Veneza em 2006. Foi adicionado a camisetas promocionais impressas para Urban Splash, uma das quais foi usada no palco por Alex Turner, dos Arctic Monkeys. Também foi adicionada aos folhetos de venda do desenvolvedor e em almofadas em apartamentos de show. À medida que a pintura desbotava, a Urban Splash encomendou um letreiro de neon em 2011 que foi instalado na ponte diretamente sobre as palavras para torná-las permanentes e visíveis à noite, inspirando-se nas obras de arte de luz de néon de Tracey Emin. A cervejaria Thornbridge fez uma cerveja de morango "I Love You Will U Marry Me", garrafas que foram apresentadas aos compradores de apartamentos. Foi a inspiração para vários músicos, incluindo uma música de 2012 "The I Love You bridge" de The Crookes e uma música de 2017 "I Love You, Will You Marry Me" de Yungblud.
Tanto a pintura quanto o letreiro de neon foram removidos durante a manutenção em 2021 para consternação generalizada, mas tanto o Graffiti quanto a iluminação de neon foram substituídos no verão de 2022.